# Thiaridae
Thiaridae, es nombre de una familia de caracoles operculados de agua dulce o estuarinos en algunos casos tropicales perteneciente a la superfamilia Cerithioidea.
De acuerdo con la taxonomía de la Gastropoda por Bouchet y Rocroi (2005) la familia no tiene Thiaridae subfamilias.

## Historia taxonómica
Muchas especies de caracoles de agua dulce que se caracterizan por presentar conchas con formas de proyectil o torres se colocaron originalmente en el género Melania Lamarck, 1799. Este género ha sido delimitado y organizado por muchos autores a fines del siglo XIX y en el siglo XX, el mismo contiene cientos de especies y se ha dividido sucesivamente en diferentes grupos. Con el tiempo, los grupos de infragenéricos (subgéneros) fueron elevados al rango de géneros independientes y el género Melania era elevado al rango de una familia, Melanidae. Sin embargo, el nombre del género Melania Lamarck, 1799 se demostró que era un sinónimo del nombre del género Thiara Röding de 1798. En consecuencia, la familia tuvo que cambiar el nombre a Thiaridae. Por otra parte, el Melanidae como tradicionalmente se encontró que las especies tiene orígenes polifilético de muchos grupos diferentes y los cuales fueron reconocidos sucesivamente como familias distintas, ejemplos los constituyenlas familia la Pachychilidae, Semisulcospiridae, Pleuroceridae, Melanopsidae y Paludomidae. Por lo tanto, el Thiaridae que circunscribe en la actualidad contienen un menor número de especies que la Melaniidae.

### Géneros

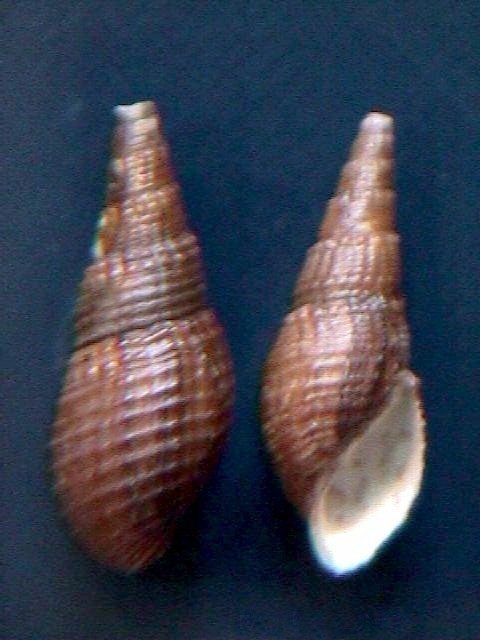
Dos conchas de Thiara granifera

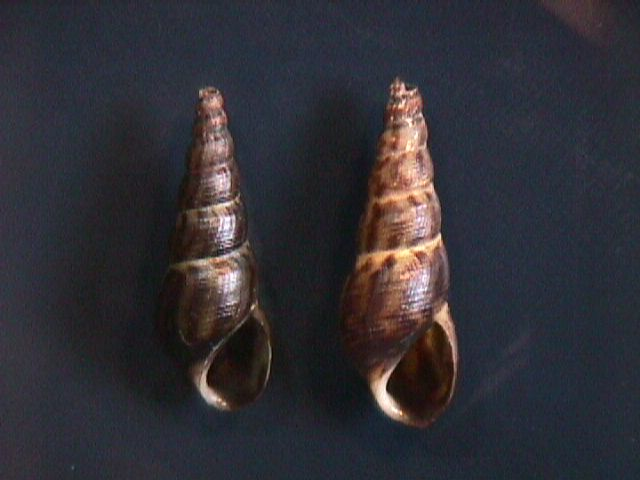
Dos conchas de Melanoides tuberculata

La familia Thiaridae incluye los siguientes géneros:
- Aylacostoma Spix, 1827[9]
- Balanocochlis Fischer, 1885
- Hemisinus Swainson, 1840[9][13]
- Melanoides Olivier, 1804[9][2]
- † Melanotarebia Bandel & Kowalke, 1997[2]
- Pachymelania E. A. Smith, 1893[9]
- Plotia Röding, 1798
- † Pyrgulifera Meek, 1877[9]
- Stenomelania Fischer, 1885
- Sermyla Adams, 1854[2]
- Tarebia H. Adams & A. Adams, 1854[2]
- Thiara Röding, 1798 - Género tipo de la familia Thiaridae,[9] Sinónimo: Melania Lamarck, 1799

## Distribución
Esta familia de caracoles se encuentra en todo el mundo y son especialmente diversos en los trópicos y subtrópicos.

## Ecología
Son habitantes de agua dulce de zonas templadas y cálidas.
Thiaridae son vivíparos, en parte y en parte ovovivíparos. Muchos se caracterizan por ser partenogenitos pero no todas las especies persentan tal caracateristica.

### Biografía
- Glaubrecht M., Brinkmann N. & Pöppe J. (2009):"Diversity and disparity down under: Systematics, biogeography and reproductive modes of the marsupial freshwater Thiaridae (Caenogastropoda, Cerithioidea) in Australia". Zoosystematics and Evolution 85(2): 199-275.